# Scitala minuta
Scitala minuta är en skalbaggsart som beskrevs av Britton 1987. Scitala minuta ingår i släktet Scitala och familjen Melolonthidae. Inga underarter finns listade i Catalogue of Life.